# 구키역 (사이타마현)
구키역(일본어: 久喜駅, くきえき)은 일본 사이타마현 구키시에 있는 철도역이다.

## 타는 곳

### 동일본 여객철도
| 1 | ■ 우쓰노미야 선 (도호쿠 본선)                  | 오야마·우쓰노미야·구로이소 방면(대피선)                                       |
| 2 | ■ 우쓰노미야 선 (도호쿠 본선)                  | 오야마·우쓰노미야·구로이소 방면                                               |
| 3 | ■ 우쓰노미야 선 (도호쿠 본선)                  | 오미야·우라와·우에노·도쿄·시나가와·요코하마 방면 (우에노도쿄라인·도카이도 선) |
| 3 | ■ 쇼난 신주쿠 라인 (요코스카 선으로 직결 운행) | 오미야·신주쿠·시부야·요코하마·오후나·즈시 방면                                |

### 도부 철도
| 1    | ■ 이세사키 선 | 다테바야시·오타·이세사키·아카기 방면 |
| 2    | ■ 이세사키 선 | 다테바야시·오타·이세사키·아카기 방면 |
| 2    | ■ 이세사키 선 | 도부 동물공원·가스카베·기타센주·아사쿠사 방면 ○ 한조몬 선으로 직결 운행 오테마치·나가타초·시부야 방면 ■ 덴엔토시 선으로 직결 운행 후타코타마가와·나가쓰타·주오린칸 방면 |
| 3・4 | ■ 이세사키 선 | 도부 동물공원·가스카베·기타센주·아사쿠사 방면 ○ 한조몬 선으로 직결 운행 오테마치·나가타초·시부야 ■ 덴엔토시 선으로 직결 운행 후타코타마가와·나가쓰타·주오린칸 방면      |

## 인접역
| 동일본 여객철도 도호쿠 본선 | 동일본 여객철도 도호쿠 본선              | 동일본 여객철도 도호쿠 본선      |
| --------------------------- | ---------------------------------------- | -------------------------------- |
| 오미야 아타미 방면          | ■ 우쓰노미야 선 통근쾌속                 | 고가 구로이소 방면               |
| 하스다 아타미 방면          | ■ 우쓰노미야 선 쾌속 라빗토 호           | 고가 구로이소 방면               |
| 신시라오카 아타미 방면      | ■ 우쓰노미야 선 보통                     | 히가시와시노미야 구로이소 방면   |
| 하스다 즈시 방면            | ■ 쇼난 신주쿠 라인 쾌속                  | 고가 우쓰노미야 방면             |
| 신시라오카 즈시 방면        | ■ 쇼난 신주쿠 라인 보통                  | 히가시와시노미야 우쓰노미야 방면 |
| 도부 철도 이세사키 선       |                                          |                                  |
| 와도 주오린칸 방면          | ■ 이세사키 선 급행 · 준급                | 시·종착역                        |
| 와도 아사쿠사 방면          | ■ 이세사키 선 구간급행 · 구간준급 · 보통 | 와시노미야 오타 방면             |